# 保守性替换

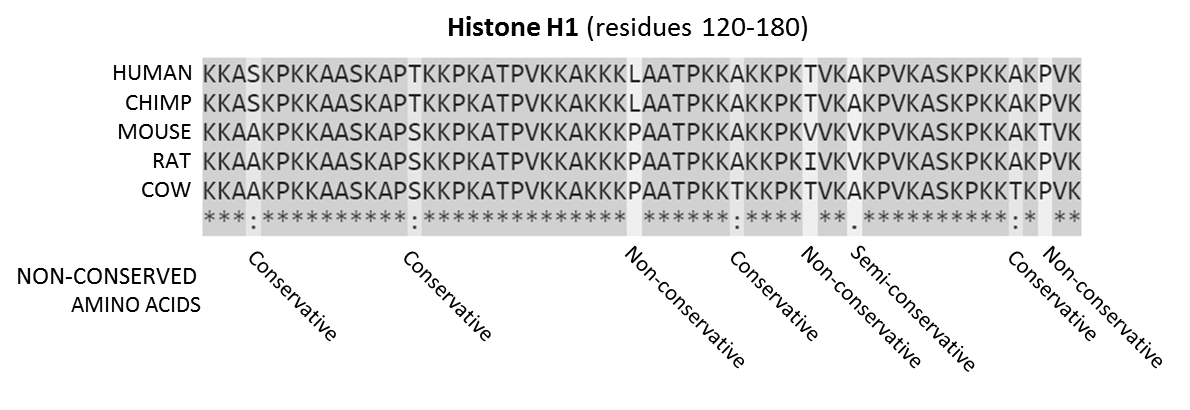
ClustalO生成的五种哺乳动物组蛋白H1的序列比對（120-180位点），标记出不保守位点的突变类型。

保守性替换（英語：Conservative Replacement或Conservative Substitution），或称保守性突变（英語：conservative mutation、保留性突变、保存性突变、保守突变、保守替换等，是指性状相近的氨基酸分子之间的替换，其中的性状包含分子的离子性、疏水性和分子量等。与之相对的，激进替换（英語：amino acid replacement）则是指物理化学性质非常不同的氨基酸所产生的相互替换。
天然编组基因的氨基酸仅有20种，其中部分氨基酸彼此性状相似。例如，亮氨酸和異亮氨酸均为脂肪族化合物，极具疏水性；天冬氨酸和谷氨酸均小而带负电等。氨基酸的保守性替换比起非保守性替换影响一般较小，这一点在自然界中可以观测到：非保守性替换往往造成各种异常，更容易被自然选择淘汰，故而在自然界中保守性突变更为常见。根据R基团的性质，氨基酸往往依照下表方式分类：
| 类型          | 氨基酸                                         |
| ------------- | ---------------------------------------------- |
| 脂肪族        | 甘氨酸, 丙氨酸, 缬氨酸, 亮氨酸, 異亮氨酸       |
| 水合或含硫/硒 | 絲氨酸, 半胱氨酸, 硒半胱氨酸, 蘇氨酸, 甲硫氨酸 |
| 环状          | 脯氨酸                                         |
| 芳香族        | 苯丙氨酸, 酪氨酸, 色氨酸                       |
| 碱性          | 組氨酸, 離胺酸, 精氨酸                         |
| 酸性及酰胺类  | 天冬氨酸, 谷氨酸, 天冬酰胺, 谷氨醯胺           |